# Хассендорф
Хассендорф (нем. Hassendorf) — община в Германии, в земле Нижняя Саксония.
Входит в состав района Ротенбург-на-Вюмме. Подчиняется управлению Зоттрум. Население составляет 1155 человек (на 31 декабря 2010 года). Занимает площадь 11,67 км².